# Шевченко Анатолій Олександрович (гандболіст)
Анато́лій Олекса́ндрович Шевче́нко (21 січня 1940, Москва) — радянський гандболіст. Майстер спорту. Учасник Олімпійських ігор 1972 року.

## Спортивні досягнення
Виступав за СК «Кунцево» (Москва). Ігрове амплуа — правий крайній.
Чемпіон СРСР (1966, 1967, 1969). Чемпіон V літньої Спартакіади народів СРСР (1971) у складі збірної Москви.
У складі збірної СРСР учасник гандбольного турніру на XX Олімпійських іграх (Мюнхен, 1972), двох чемпіонатів світу (1967, 1970). Всього в складі збірної СРСР провів 50 міжнародних ігор, закинув 55 м'ячів.